# Містер Нокаут
«Містер Нокаут» — російський художній фільм у жанрі спортивної драми, який розповідає про видатного радянського боксера Валерія Попенченка. Режисер картини — Артем Міхалков. Головні ролі зіграли Сергій Безруков та Віктор Хориняк. Прем'єра відбулася 23 лютого 2022 року. Телевізійна прем'єра фільму відбулася 12 червня 2023 року на телеканалі «Росія-1».

## Сюжет
Головний герой фільму — легендарний радянський спортсмен Валерій Попенченко, шестиразовий чемпіон СРСР (1960-1965), дворазовий чемпіон Європи (1963, 1965), олімпійський чемпіон з боксу у другій середній вазі. Єдиний у Радянському Союзі володар Кубка Вела Баркера — приз самого технічного боксера Олімпіади, «Нобелівської премії» для боксерів-аматорів.
Фільм розповідає про дитинство та юнака, навчання та військову службу, початок спортивної кар'єри та здобуті перемоги. Особлива увага приділена стосункам Валерія з його наставником Григорієм Кусік'янцем, який розгледів у норовливому та не надто дисциплінованому курсанті військово-морського училища задатки майбутнього генія світового боксу.

## В ролях
- Сергій Безруков — Григорій Кусік'янц
- Віктор Хориняк — Валерій Попенченко
- Ангеліна Стрічина — Таня
- Інга Оболдіна — Євгенія Петрівна, мама Тані
- Євгенія Дмитрієва — Руфіна Василівна, мама Валерія
- Ігор Савочкін — Володимир, батько Валерія
- Артур Ваха — начальник училища
- Віталій Коваленко — Льова
- Микита Звєрєв — Юрій Власов
- Володимир Стержаков — голова Федерації боксу СРСР
- Іван Стрижаков — Еміль Шульц
- Ширін Абдуллаєва - Асміра[6]

## Виробництво та прем'єра
Виробництво фільму тривало понад три роки. Знімання проходили в Росії, Узбекистані, Польщі і Японії.
Режисером фільму був Артем Міхалков. Він заявляє, що сценарій картини частково ґрунтується на реальних фактах біографії спортсмена, але містить елементи художньої вигадки. У фільмі показаний найважчий трираундовий поєдинок у фіналі Токійської олімпіади, під час якого головний герой кілька разів опиняється у нокдауні. Насправді свого суперника з фінального бою, п'ятиразового чемпіона ФРН Еміля Шульца, Містер Нокаут упустив на першій же хвилині першого раунду.
23 листопада 2021 року вийшов перший трейлер картини. Прем'єра відбулася 23 лютого 2022.